# Erkki Melartin
Erkki Melartin, nato Erik Gustaf Melartin (Käkisalmi, 2 febbraio 1875 – Helsinki, 14 febbraio 1937), è stato un compositore, direttore d'orchestra e docente finlandese.

## Biografia
Nacque nello stesso anno di Maurice Ravel (compositore con il quale condividerà anche l'anno di morte) a Käkisalmi, ora Priozersk, città allora posta in Finlandia e attualmente in Russia.
Ha studiato musica quale allievo di Martin Wegelius a Helsinki (1892-99) e Robert Fuchs a Vienna (1899-1901).
Oltre a comporre, Melartin ha anche insegnato e diretto l'orchestra al Collegio Musicale di Helsinki, ora Conservatorio di Helsinki. Come direttore dell'orchestra di Vyborg dal 1908 al 1911, e nonostante problemi di salute cronici, Melartin ha viaggiato spingendosi fino in Nord Africa e India, dirigendo la prima esecuzione della musica di Gustav Mahler in Scandinavia, un movimento della Sinfonia n° 2 "Resurrezione" nel 1909.
Anche se Melartin era soprattutto un compositore d'opera, la sinfonia è stata al centro della sua produzione musicale. Ha scritto sei sinfonie (1902-1924) e fu il primo compositore finlandese ad assorbire l'influenza di Mahler.
La Quarta Sinfonia utilizza un vocalizzo come quello della Sinfonia Espansiva di Carl Nielsen. La Quinta Sinfonia è una Sinfonia brevis che si conclude in un corale e fuga, mentre la Sesta, armonicamente più avanzata rispetto alle altre cinque precedenti, procede gradualmente da un do minore del primo movimento - con evocazioni della Seconda Sinfonia di Mahler  - ad un mi bemolle maggiore del finale.
La sua produzione musicale comprende anche un'opera lirica, Aino (basato sull'epico nazionale finlandese), un concerto per violino, quattro quartetti d'archi, e molti brani per pianoforte. Le sue opere sono quindi suddivise in opere per grandi orchestre, e pezzi da camera per organici molto più contenuti e solisti.
Nonostante fosse contemporaneo di Jean Sibelius, non è stato influenzato dallo stile del compositore più famoso, e successivamente il suo lavoro è stato ampiamente messo in ombra dal compositore più venerato della Finlandia.
Il Juhlamarssi (marcia festiva) tratta dal suo balletto La Bella Addormentata è la marcia nuziale più popolare in Finlandia.

## Composizioni

### Teatro
- Aino, Opera in due atti, op. 50 (1907-1909)
- Prinsessa Ruusunen (La Bella Addormentata), balletto, op. 22 (1911)
- Sininen Helmi, balletto, op. 160 (1930)

### Orchestra
- Sinfonia n. 1 in do minore, op. 30 N. 1 (1902)
- Siikajoki, poema sinfonico, Op.28 (1903)
- Sinfonia n. 2 in Mi minore, op. 30 N. 2 (1904)
- Prinsessa Ruusunen (La Bella Addormentata), Suite da musiche di scena op. 22 (1904, 1911)
- Sinfonia n. 3 in fa maggiore op. 40 (1906-07)
- Traumgesicht, poema sinfonico op. 70 (1910)
- Patria, poema sinfonico op. 72 (1911)
- Sinfonia n. 4 "Kesäsinfonia" (Sinfonia d'estate) in mi maggiore, op. 80 (1912)
- Suite lirica n. 3 "Impressions de Belgique", op. 93 (1915?)
- Sinfonia n. 5 "Sinfonia brevis" in La minore, op. 90 (1915)
- Sinfonia n. 6, op. 100 (1924)
- Sinfonia n. 7 "Sinfonia Gaia", op. 149 (1935-1936, incompiuta)
- Sininen Helmi, Suite dal balletto op. 160 (1930)
- Sinfonia n. 8, op. 186 (1936-1937, incompleta)

### Concerto
- Concerto in re minore per violino e orchestra op. 60 (1913)

### Musica da camera
- Quartetto per archi n. 1 in mi minore, op. 36 No. 1 (1896)
- Sonata per violino e pianoforte (1899)
- Quartetto per archi n. 2 in sol minore, op. 36 No. 2 (1900)
- Quartetto per archi n. 3 in mi bemolle, op. 36 No. 3 (1902)
- Quartetto per archi n. 4 in Fa op. 62 (1910)
- Notturno per violino e pianoforte, op. 64 n. 1
- Kappaletta helppoa Kuusi (6 pezzi facili) per violoncello (o violino) e pianoforte, Op.121
- Trio d'archi op. 133 (1927)
- Sonata per flauto e arpa op. 135 (1927)
- Sonata per ottoni, op. 153 (1929)
- Trio per flauto, clarinetto e fagotto op. 154 (1929)
- Kvartetto Pieni (piccolo quartetto) per corni, op. 185

### Pianoforte
- Marionetteja (Marionette), Suite per due pianoforti op. 1 (1899)
- 2 Ballate, op. 5 (1899)
- 3 Pezzi, op. 8 (1899)
- Skizzer, 5 Pezzi op. 11
- Legend II, op. 12 (1900)
- Surullinen puutarha(Il Giardino Malinconico), 5 pezzi op. 52 (1908)
- Pezzi lirici, op. 59 (1909)
- 4 pezzi, op. 75
- 9 piccoli pezzi, op. 76
- Foglie d'Album, op. 83
- 4 Sonatine op. 84
- 24 Preludi op. 85 (1913-20)
- Noli me tangere, op. 87 (1914)
- 3 Pezzi, op. 98 (1916?)
- Skuggspel, 7 pezzi, Op.104
- Apocaliptica Fantasia, op. 111 (1921)
- 6 pezzi, op. 118 n. 2 La foresta misteriosa (1923)
- 6 pezzi, op. 123 (1924-1925)

### Vocale
- 3 canzoni per voce e pianoforte, op. 13
- Kansanlaulua Käkisalmelta(Musica Folk da Kexholm), op. 55
- 5 canzoni per voce e pianoforte, op. 69
- 3 canzoni per voce e pianoforte, op. 77
- 3 canzoni per voce e pianoforte, op. 86
- 4 canzoni per voce e pianoforte, op. 95